# Turpial del Brasil
El turpial del Brasil (Icterus jamacaii) és un ocell de la família dels ictèrids (Icteridae).

## Hàbitat i distribució
Habita boscos a prop de rius de les terres baixes de Brasil oriental.